# Stenophrixothrix oculatus
Stenophrixothrix oculatus är en skalbaggsart som beskrevs av Wittmer 1988. Stenophrixothrix oculatus ingår i släktet Stenophrixothrix och familjen Phengodidae. Inga underarter finns listade i Catalogue of Life.